# Musée de l'atelier Rosa-Bonheur
« Château de By » redirige ici. Pour les autres significations, voir BY.
Le musée de l'atelier Rosa Bonheur est un musée privé situé sur la commune de Thomery en Seine-et-Marne dans le château de By qui fut à partir de 1859, et pendant quarante ans, la maison et l'atelier de la peintre animalière Rosa Bonheur (1822-1899).

## Historique
En 1859, Rosa Bonheur est une artiste reconnue, recevant de nombreuses visites à son atelier de la rue d'Assas à Paris. Elle rêve d'un lieu à la campagne où elle pourrait vivre au calme, au milieu de la nature et des animaux qu'elle aime particulièrement. Elle achète le château de By, à la lisière de la forêt de Fontainebleau, et fait appel à l'architecte Jules Saulnier pour construire son atelier. Rosa Bonheur a 37 ans, est au faîte de sa gloire, elle est la première femme française à s'acheter un château avec le fruit de son travail[réf. nécessaire].
Peintre animalier, Rosa Bonheur fait aménager des enclos pour ses animaux dans le parc du château ; diverses transformations sont effectuées pour rendre le château confortable. Férue de sciences, Rosa Bonheur est la toute première à faire installer l'électricité dans son atelier et dans le reste du château. Au-dessus des communs où elle fait construire un vaste atelier de style néogothique, elle trouve enfin, l'espace et la lumière dont elle a besoin pour travailler. Tout à fait dans le style de son époque, il est représentatif de ce qu'était un atelier de peintre de grand renom au XIXe siècle. 

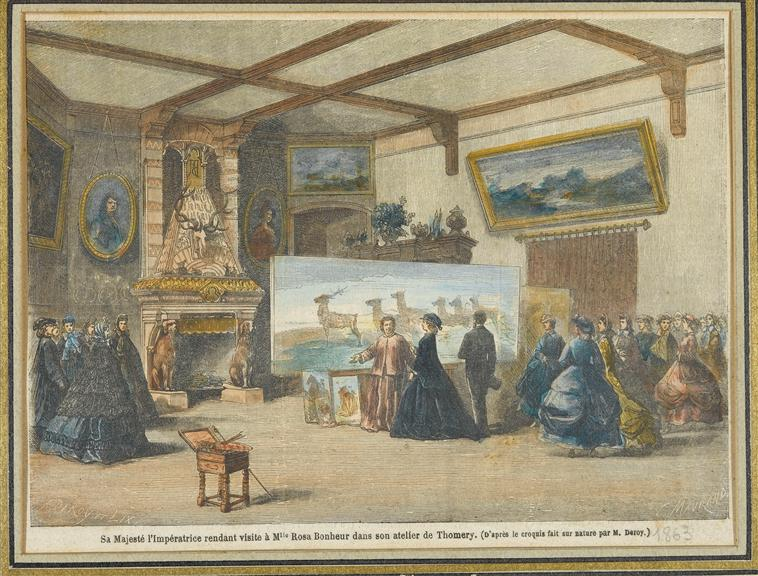
L'impératrice Eugénie visite l'atelier de Rosa Bonheur à Thomery, en 1863. Lithographie de Frédéric Lix et Auguste Victor Deroy.

C'est entre ses murs que l'impératrice Eugénie lui remet en 1865 la Légion d'honneur. Elle est la première femme artiste à recevoir cette distinction.  À cette occasion, Georges Bizet lui compose une ode ; la partition est visible dans le bureau de l'artiste à By. Buffalo Bill fait don à l'artiste d'un costume de Sioux, exposé dans le musée. À la mort de Rosa Bonheur en 1899, la peintre américaine Anna Klumpke, son héritière, devient la propriétaire du lieu dont elle ouvre l'atelier au public en 1909.
La propriété est achetée par Katherine Brault aux descendants d'Anna Klumpke en septembre 2017. Un projet de chambre d'hôtes est adjoint au musée. Le musée-atelier et le bâtiment qui l'abrite font partie des lauréats 2019 bénéficiant du loto du patrimoine,.

## Collections
Le musée de l'atelier Rosa-Bonheur contient principalement les objets de la vie quotidienne de l'artiste, le lieu étant resté inchangé depuis sa mort en 1899, et ses œuvres étant dispersées dans les différents musées à travers le monde. Depuis 2011, il porte le label « Maisons des Illustres ».

### Liens  externes
- Site officiel
- (en) Elaine Sciolino, « The Trailblazing French Artist Rosa Bonheur Is Finally Getting the Attention She Deserves », Smithsonian Magazine, novembre 2020 (consulté le 23 février 2021) (reportage sur le musée de l'atelier Rosa-Bonheur)
- Interview de la nouvelle propriétaire sur l'achat et la restauration du château de By
- Ressource relative à l'architecture :   - Mérimée